# Rhinichthys umatilla
Rhinichthys umatilla är en fiskart som först beskrevs av Gilbert och Evermann, 1894.  Rhinichthys umatilla ingår i släktet Rhinichthys och familjen karpfiskar. Inga underarter finns listade i Catalogue of Life.